# Telescópio James Clerk Maxwell

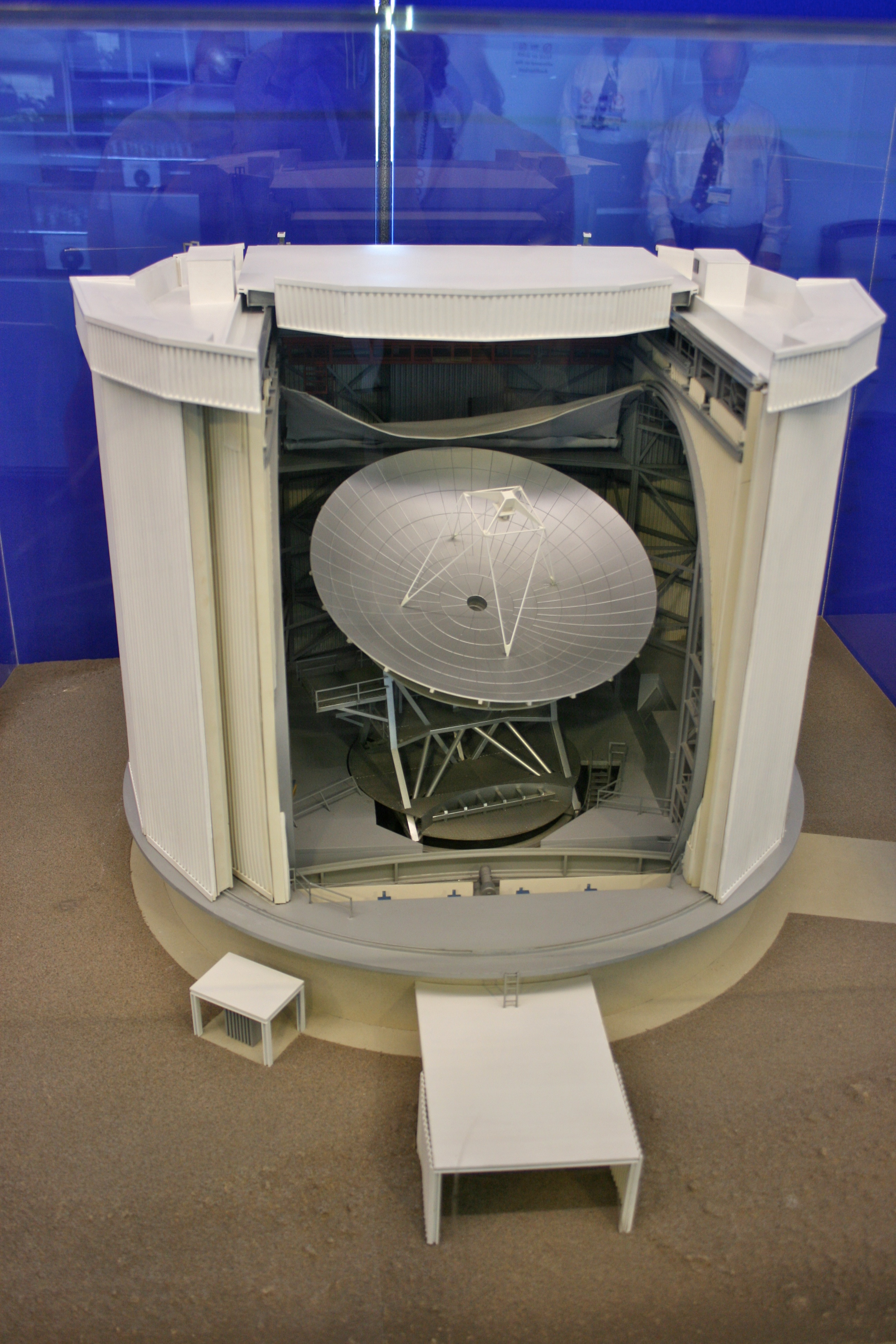
Modelo em escala do Telescópio James Clerk Maxwell

O Telescópio James Clerk Maxwell (em inglês: James Clerk Maxwell Telescope, JCMT) é um telescópio de comprimento de onda submilimétrica localizado no Observatório de Mauna Kea no Havaí. O telescópio está perto do cume do Mauna Kea a 4.092 metros. O seu espelho primário é de 15 metros: é o maior telescópio astronômico que opera em comprimento de ondas submilimétricas do espectro eletromagnético. Os cientistas usam para estudar o nosso sistema solar, poeira interestelar e o gás ou galáxias distantes.
O telescópio foi financiado até fevereiro de 2015, por uma parceria entre o Reino Unido e Canadá, com os Países Baixos. Ele foi operado pelo Centro Comum de Astronomia e foi nomeado em homenagem ao físico matemático James Clerk Maxwell. A partir de março de 2015, o funcionamento do Telescópio James Clerk Maxwell foi assumido pelo Observatório do Leste Asiático.
O JCMT tem o segundo maior espelho de telescópio em Mauna Kea. (O maior é do VLBA).
O telescópio foi combinado com o Observatório Caltech Submillimeter que está localizado próximo a ele para formar o primeiro interferômetro submilimétrico. Este sucesso foi importante para fazer avançar a construção dos interferômetros Submillimeter Array e Atacama Large Millimeter Array.